# جون تايلر
جون تايلر (بالإنجليزية: John Tyler)‏ (29 مارس 1790 - 18 يناير 1862) هو الرئيس العاشر للولايات المتحدة (1841-1845). وكان لفترة وجيزة نائب الرئيس العاشر (1841)، وانتخب لهذا المنصب عن حزب اليمين في انتخابات عام 1840 مع وليام هنري هاريسون. أصبح تايلر الرئيس بعد وفاة هاريسون في أبريل 1841، وذلك بعد شهر واحد فقط من بدء فترة حكمه. كان معروفا عنه قبل انتخابه تأييده لحقوق الولايات، الأمر الذي حبب إليه مواطني ولايته فرجينيا، وأظهرت قراراته كرئيس أنه كان على استعداد لدعم السياسات الوطنية طالما أنها لا تتعدى على صلاحيات الولايات. ومع ذلك، فإن الظروف التي رفعته لرئاسة الجمهورية دون سابق إنذار، وكذلك تهديده لطموحات الرئاسة لدى سياسيين مثل هنري كلاي وغيرهم، كلها عوامل تركته مبعدا من أفراد الحزبين الرئيسيين. كان تايلر مؤمنا بمذهب المصير الحتمي، وسعى لتقوية الاتحاد والحفاظ عليه من خلال التوسع الإقليمي، أبرز ما فعله في هذا الإطار هو ضم جمهورية تكساس المستقلة في أيام رئاسته الأخيرة.
ولد تايلر لعائلة مرموقة من فرجينيا، وبزغ نجمه في زمن الاضطرابات السياسية. ففي عشرينات القرن التاسع عشر، انقسم الحزب السياسي الوحيد في البلاد، الجمهوري الديمقراطي، إلى عدة فصائل. ورغم أنه كان ذا ميول ديمقراطية، فقد تحالف مع حزب اليمين لأنه كان يعارض أندرو جاكسون ومارتن فان بيورين. دخل تايلر المجلس التشريعي لولاية فرجينيا، وأصبح حاكما عليها ونائبا لها في مجلس النواب، وسيناتورا عن الولاية في مجلس الشيوخ قبل انتخابه في منصب نائب الرئيس في انتخابات العام 1840. وكان قد أدرج في الانتحاب لجذب الجنوبيين الذين أيدوا حقوق الولايات في ما كان يعرف آنذاك بالائتلاف اليميني ليضمنوا هزيمة مارتن فان بيورين الذي ترشح لولاية ثانية.
توفي هاريسون فجأة بذات الرئة بعد شهر من توليه المنصب، وأصبح تايلر أول نائب رئيس يتولى الرئاسة خلفا لسابقه دون أن ينتخب للمنصب. كما تولى المنصب لأطول مدة قضاها رئيس غير منتخب، وذلك لقصر مدة ولاية هاريسون. أدى تايلر اليمين الدستورية على الفور، وذلك ليستبق أي إجراءات دستورية غير متوقعة، وانتقل إلى البيت الأبيض واستلم كافة صلاحياته الرئاسية كاملة، وهي سابقة من شأنها أن تحكم عملية خلافة الرئيس في المستقبل، وتم تقنينها في النهاية في التعديل الدستوري الخامس والعشرين. كان تايلر مفسر قوانين صارم، ووجد أن أغلب الأسس التي بني عليها حزب اليمين غير دستورية، ونقض العديد من مشاريع القوانين التي قدمها حزبه. كان يرى أن الرئيس ينبغي أن يحدد السياسة بدلاً من أن يذعن للكونغرس، وحاول تجاوز مؤسسة حزب اليمين، والأخص السيناتور هنري كلاي من كنتاكي. استقال معظم وزراء تايلر بعد توليه بفترة قصيرة، وطرده زملاؤه اليمينيون من الحزب. ورغم أن تايلر لم يكن أول رئيس يصوت بالنقض على القوانين، إلا أنه كان أول رئيس تم تجاوز نقضه من قبل الكونغرس. واجه تايلر حالة من الجمود في السياسة الداخلية، ولكن يحسب له العديد من الإنجازات في مجال السياسة الخارجية، بما في ذلك معاهدة وبستر-أشبرتون مع بريطانيا ومعاهدة وانغهيا مع سلالة تشينغ الصينية.
كرّس الرئيس تايلر في السنتين الأخيرتين في منصبه لضم تكساس. وسعى في البداية ليترشح للانتخابات الرئاسية لفترة ولاية كاملة، ولكنه قرر الانسحاب بعد أن فشل في الحصول على الدعم من اليمينيين أو الديمقراطيين على حدٍّ سواء. وفي الأيام الأخيرة من ولايته، أصدر الكونغرس قرارا يجيز ضم تكساس والذي نفذه خليفة تايلر، جيمس بوك. وقف تايلر مع الحكومة الكونفدرالية عندما اندلعت الحرب الأهلية في عام 1861، وفاز في انتخابات مجلس النواب الكونفدرالي قبل فترة وجيزة من وفاته. أشاد البعض بما امتلكه تايلر من تصميم في السياسة، إلا أن عموم المؤرخين لا يقيمون الكثير من التقدير لفترة حكمه؛ ويعتبر اليوم رئيسا منسيا، ولم يقدم الكثير في الذاكرة الثقافية الأمريكية.

## مطلع حياته وانخراطه في مهنة القانون
وُلد جون تايلر في 29 مارس 1790، ونشأ في مقاطعة تشارلز سيتي في ولاية فيرجينيا تمامًا مثل خصمه الذي نافسه في الانتخابات، وانحدر من عائلة أرستقراطية منغمسة في السياسة وذات أصول إنجليزية. تعود أصول عائلة تايلر في نسبها إلى المستعمر ويليامسبرغ في القرن السابع عشر. كان جون تايلر الأب (الذي اشتهر بلقب القاضي تايلر) صديقًا لتوماس جيفرسون وزميله في السكن الجامعي، وخدم في مجلس نواب فيرجينيا بجانب بينجامين هاريسون الخامس، والد ويليام هنري هاريسون. عمل الأب تايلر ناطقًا باسم مجلس النواب لأربعة أعوام قبل أن يُعيّن قاضيًا في محكمة الولاية. وفيما بعد تولّى تايلر منصب حاكم الولاية وعُيّن قاضيًا في محكمة الولايات المتحدة المحلية في ريتشموند. وكانت زوجته، ماري ماروت، ابنة مالك مزارع بارز، وتوفيت إزاء سكتة دماغية عندما كان ابنها جون بعمر السابعة.
نشأ جون تايلر الابن بجانب أخوين وخمس أخوات في مزارع جرينواي؛ قطعة أرض بمساحة 1,200 أكر (5 كم مربع) تحتوي على قصر ذي ستة غرف بناه والده بنفسه. امتلكت عائلة تايلر أربعين عبدًا لزراعة عدة محاصيل مختلفة مثل القمح والذرة والتبغ. دفع القاضي تايلر أجورًا باهظة للمعلمين لتحسين أداء أبنائه الأكاديمي. كان الابن تايلر واهنًا نحيفًا وعرضة للإصابة بالإسهال باستمرار طوال حياته. التحق تايلر وهو بعمر الثانية عشر بالفرع الإعدادي من كلية ويليام وماري النخبوية التزامًا بتقاليد عائلة تايلر التي تقتضي الالتحاق بتلك الكلية. تخرج تايلر في الكلية عام 1807 بعمر السابعة عشر. من بين الكتب التي شكّلت آراؤه الاقتصادية كتاب «ثروة الأمم» لعالم الاقتصاد الإسكتلندي آدم سميث، وصار كذلك كلفًا بأعمال شيكسبير طوال حياته. استوحى تايلر آرائه السياسية من الأسقف جيمس ماديسون؛ رئيس كلية ويليام وماري، وابن عم الرئيس الرابع جيمس ماديسون الابن الذي كان يحمل نفس الاسم. كان الأسقف أبًا ثانيًا لتايلر ومرشدًا له.
درّس تايلر القانون بعد تخرجه تحت إشراف والده الذي كان قاضيًا في محكمة الولاية آنذاك، وبعدها تحت إشراف إدموند راندولف نائب عام الولايات المتحدة السابق. حصل تايلر على رخصة مزاولة مهنة المحاماة قبل أوانه عن طريق الخطأ وهو بعمر التاسعة عشر، فقد تغافل القاضي المسؤول عن السؤال عن عمره. وبحلول ذلك الوقت عُيّن والده حاكم ولاية فيرجينيا، وشرع تايلر في مزاولة مهنة القانون في ريتشموند، عاصمة الولاية. وفي عام 1813 اشترى تايلر مزارع وودبرن ومكث فيها حتى عام 1821.

## صعوده السياسي

### انخراطه في سياسة فيرجينيا
في عام 1811 اُنتخب تايلر بعمر الحادية والعشرين لتمثيل مقاطعة تشارلز سيتي في مجلس النواب، واحتفظ بمقعده في هذا المجلس لخمس فترات متوالية بطول عام لكل فترة، وانضم إلى لجنة المحاكم والعدالة. تجلت مواقف رجل السياسة الشاب بنهاية فترته الأولى في عام 1816، وهي التأييد الصارم لحقوق الولايات ومعارضة إنشاء بنك وطني. اتفق تايلر مع المُشرّع بينجامين لي على حجب الثقة عن نائبي الولايات المتحدة، ويليام برانش غايلز وريتشارد برنت، اللذين صوّتا لصالح إعادة إصدار ترخيص لبنك الولايات المتحدة الأول على خلاف أوامر هيئة فيرجينيا التشريعية.

### حرب 1811
كان تايلر معارضًا لبريطانيا مثله مثل معظم الأمريكيين في ذلك الوقت، وفي مستهل حرب 1812 ناشد مجلس النواب في خطابه بضرورة تأييد الأعمال العسكرية ضد بريطانيا. وعقب استيلاء بريطانيا على هامبتون، فيرجينيا في صيف عام 1813، سارع تايلر بتنظيم فرقة ميليشيا «بنادق تشارلز سيتي» للدفاع عن ريتشموند، والتي أصبح قائدًا لها برتبة نقيب. ولكن المدينة لم تشهد أي هجوم، وتفككت الفرقة بعدها بشهرين. حصل تايلر على قطعة أرض بالقرب مما يعرف حاليًا بمدينة سو في ولاية آيوا كمكافأة على خدمته العسكرية.
توفي والد تايلر في عام 1813، وورث منه ابنه ثلاثة عشر عبدًا بجانب المزارع التي كان يمتلكها. وفي عام 1816 تنحى تايلر عن مقعده التشريعي في مقابل تعيينه عضوًا في مجلس حاكم الولاية؛ وهي مجموعة مكونة من ثمانية مستشارين مُنتخبين من قبل اللجنة العامة.

## وصلات خارجية
- جون تايلر على موقع الموسوعة البريطانية (الإنجليزية)
- جون تايلر على موقع إن إن دي بي (الإنجليزية)
- John Tyler from the المكتب التنفيذي لرئيس الولايات المتحدة
- John Tyler: A Resource Guide from the Library of Congress
- Biography by Appleton's and Stanley L. Klos نسخة محفوظة 2 يناير 2014 على موقع واي باك مشين.
- U.S. Senate Historian's Office: Vice Presidents of the United States—John Tyler
- John Tyler in Union or Secession: Virginians Decide at the Library of Virginia